# Décret du Führer concernant le statut légal de la NSDAP
 (novembre 2017).
Si vous disposez d'ouvrages ou d'articles de référence ou si vous connaissez des sites web de qualité traitant du thème abordé ici, merci de compléter l'article en donnant les références utiles à sa vérifiabilité et en les liant à la section « Notes et références ».
Le Führererlass ou décret du Führer sur le statut légal du parti national-socialiste (en allemand : Erlaß des Führers über die Rechtsstellung der Nationalsozialistischen Deutschen Arbeiterpartei) du 12 décembre 1942 est un décret émis par Adolf Hitler dans le but de fusionner certaines instances créées au sein du parti et de la gouvernance de l'état allemand, notamment la chancellerie du parti nazi qui était dirigée par Martin Bormann. 
Elle est cosignée par le chancelier du Parti et par le chef de la chancellerie du Reich, le Dr Lammers. Il constate l'égalité des attributions des chancelleries du parti et de l'état.

## Contenu
Le préambule rédigé à la première personne par Hitler indique « Compte tenu du fait que les attributions et les missions dévolues au Parti sont attribuées par moi [Hitler], et pour compléter l'ordonnance du 12 mai 1941, j'ordonne que l'ancien bureau du secrétaire du Parti soit désormais appelé chancellerie du Parti et me soit personnellement subordonné en tant que chef de l'état allemand et que les attributions de la chancellerie du Parti soient directement liées aux attributions de la chancellerie du Reich »
Le premier article dispose « L'organisation du Parti est régi exclusivement par le règlement interne du NSDAP ».

## Abrogation
Le décret du 12 décembre 1942 sera, tout comme l'ensemble du droit promulgué entre mars 1933 et mai 1945, abrogé par la Loi no 1 du Conseil de contrôle allié portant abrogation du droit nazi.